# Karen Dianne Baldwin
Pour les articles homonymes, voir Baldwin.
Karen Dianne Baldwin, née le 6 septembre 1963 à London (Ontario) est Miss Canada 1982 ainsi que Miss Univers la même année.

## Biographie
Elle a été la première Canadienne à avoir été élue Miss Univers. Elle a été couronnée à Lima au Pérou. Elle a remis sa couronne l’année suivante aux États-Unis à Lorraine Downes (Miss Nouvelle-Zélande).
Plus tard, elle a été responsable de The New You, un programme de la télévision canadienne spécialisé dans la mode et la vie quotidienne.
Karen et Natalie Glebova, la seconde Miss Univers canadienne élue en 2005, ont toutes deux été élèves de la London Central Secondary School à London, Ontario.
Karen Baldwin a été l'épouse de l'acteur Jack Scalia avec qui elle a eu deux filles.